# Сукхотхай (город)

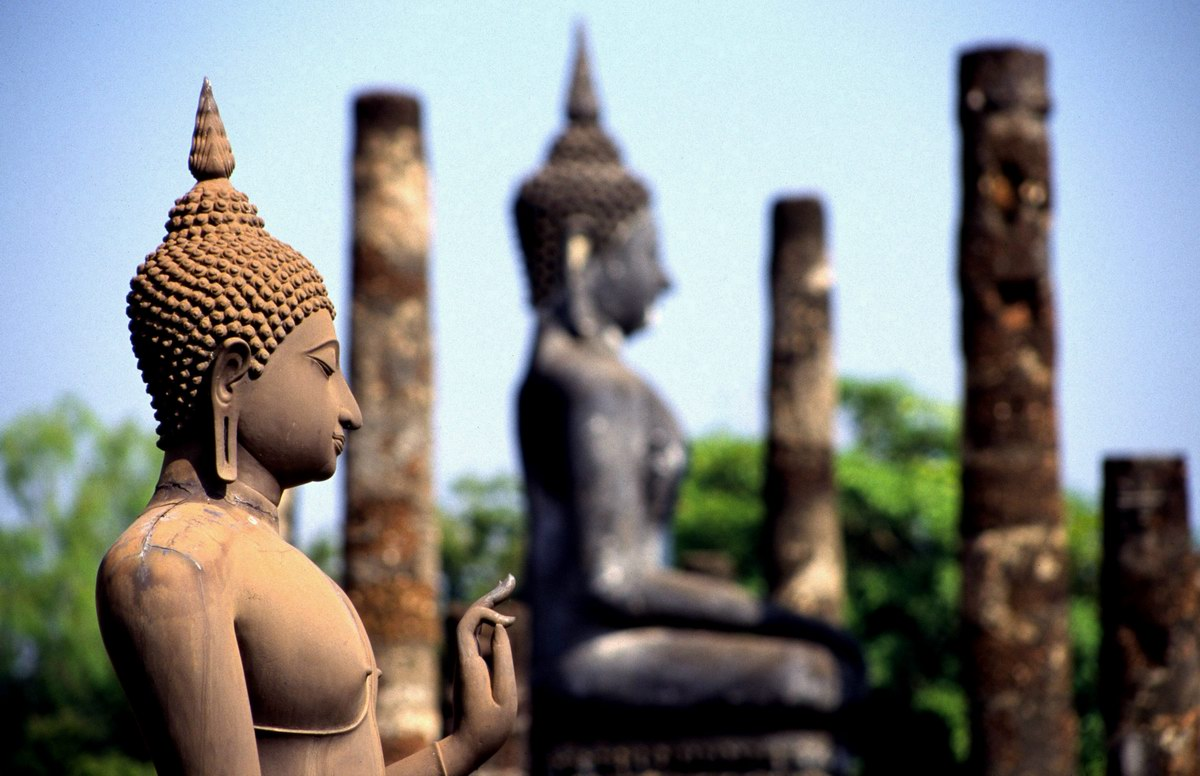
Исторический парк Сукхотай

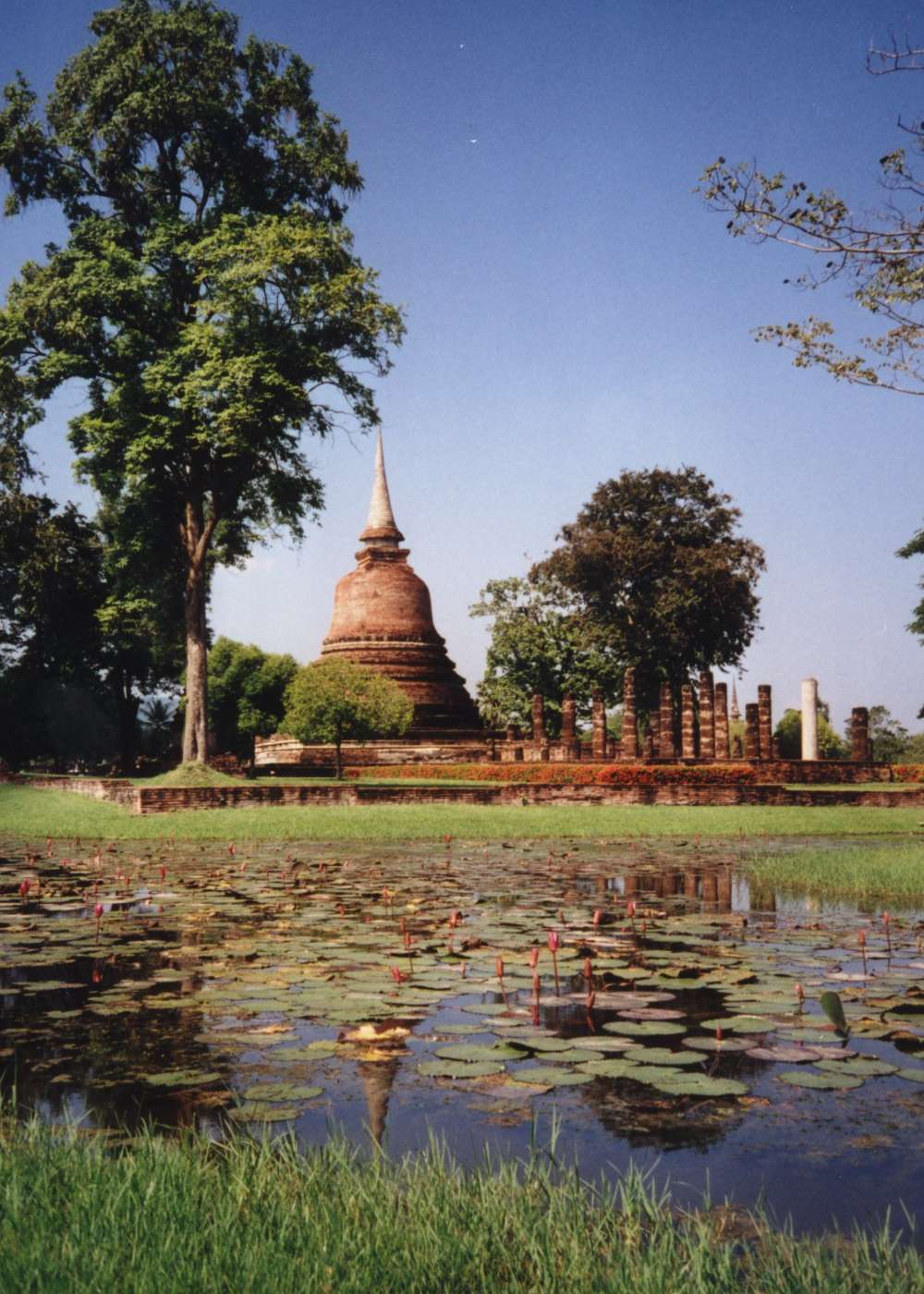
Ступа-колокол

Сукхотхай (Сукотаи, Сукотай, Сукхотай, тайск. เมืองสุโขทัย) — город в Таиланде, древняя столица царства с тем же названием, центр одноимённой провинции.

## История
Город основан в 1238 году как кхмерское поселение. Через небольшое время Сукхотхай становится столицей независимого королевства, которое просуществовало 120 лет.
Руины древней столицы стали реставрироваться после 1988 года, и сейчас можно посетить Исторический Парк на небольшом расстоянии от нового города.
Сам город пострадал после пожара 1968 года, и все здания в центре выстроены заново.

## Достопримечательности
- Исторический парк Сукхотхай на месте древней столицы охраняется ЮНЕСКО как объект Всемирного Наследия в 12 км от города. В парке сохранились остатки около 200 храмов периода, когда Сукхотхай был столицей.
- Исторический Парк Си Сатчаналай Чалианг на месте древнего города находится в 30 км от города по шоссе 101, на территории парка много внушительных храмов и дворцов периода королевства Сукотаи